# Surmang-Kagyü
| Tibetische Bezeichnung                      |
| ------------------------------------------- |
| Tibetische Schrift: ཟུར་མང་བཀའ་བརྒྱུད།          |
| Wylie-Transliteration: zur mang bka' brgyud |
| Chinesische Bezeichnung                     |
| Vereinfacht: 苏莽噶举                       |
| Pinyin:Sumang Gaju                          |

Die Surmang-Kagyü-Tradition (tibetisch ཟུར་མང་བཀའ་བརྒྱུད། Wylie zur mang bka' brgyud) ist eine im 14. Jahrhundert entstandene Zweiglinie der Karma-Kagyü-Schule des tibetischen Buddhismus. Der 5. Karmapa Deshin Shegpa übertrug seinem Schüler Mase Togden Lodrö Rinchen (tib.: rma se rtogs ldan blo gros rin chen; 1386–?), der als Verkörperung des Siddha Tilopa galt, die tantrischen Lehren der „drei Linien der geflüsterten Unterweisungen“. Nach Verwirklichung dieser Lehren erbaute Mase Togden Lodrö Rinchen in Kham das Kloster Pel Trashi Surmang Shedrub Ling, Hauptsitz der Surmang-Kagyü. Derzeitiger Linienhalter dieser Tradition ist der 12. Surmang Gharwang Rinpoche. Die Linie ist heutzutage neben ihrem Ursprungsgebiet Tibet in Malaysia, Taiwan, China, Sikkim  und Nepal vertreten. Ein bekannter Lama aus der Surmang-Kagyü-Tradition war auch der 11. Drungpa Trülku Chögyam Drungpa.